# الجيش الماليزي
الجيش الماليزي (ملايو: Tentera Darat Malaysia)، هو فرع العمليات البرية في القوات المسلحة الماليزية. تنظيمه وهيكلته تشبهان إلى حد كبير تنظيم الجيش البريطاني. لا يحمل الجيش الماليزي لقب «ملكية» (ملايو: diraja) كما هو الحال لدى القوات الجوية الملكية الماليزية والبحرية الملكية الماليزية. بدلا من ذلك، تم منح اللقب لبعض الفيالق من الجيش تم اختيارهم من قِبل يانغ دي-برتوان أغونغ ("ملك ماليزيا")، الذي يعد القائد الأعلى للقوات المسلحة الماليزية.

## التنظيم

### التنظيم التكتيكي
يتكون الجيش الماليزي حاليا من 17 فيلقا أو فوجا. يتم تجميع هذه الفيالق في 3 وحدات رئيسية : الوحدة القتالية، وحدة الدعم القتالي ووحدة الدعم.
يتكون الفيلق الواحد من خمس فرق عسكرية. ثلاث فرق (الفرقة الثانية والثالثة والرابعة) تتمركز في شبه الجزيرة الماليزية وتقع تحت قيادة الجيش الميداني الغربي، في حين أن الفيلقين الآخرين (الفرقة الأولى والفرقة الخامسة) يتمركزان في بورنيو يقعان تحت قيادة الجيش الميداني الشرقي.
مجموعة العمليات الخاصة الحادية والعشرون (القوات الخاصة للجيش)، لواء المظليين العاشر وفوجا طيران الجيش الماليزي هم تشكيلات مستقلة.
يقع كل من مقر قيادة الجيش الميداني الغربي ومقر قيادة الجيش الميداني الشرقي وقيادتا للدعم (مقر تدريب قوات الجيش، ومقر إدارة آليات الجيش) تحت القيادة المباشرة من مقر قيادة الجيش.

### قيادة الجيش
القائد الحالي للجيش (ملايو: Panglima Tentera Darat) هو الجنرال داتو سيري بانجليما أحمد حاصب الله محمد نواوي، الذي خلف الجنرال تان سري زولكليب حجي قاسم في 3 سبتمبر 2018.

## الرتب العسكرية
هرم الرتب في الجيش الماليزي هو نفسه المعتمد في الجيش البريطاني. يحتوي هيكل رتبة الجيش الماليزي على 17 مستوى انطلاقا من الجندي (Prebet) وصولا إلى الجنرال (Jeneral). وتنقسم هذه الرتب إلى مجموعتين رئيسيتين : ضابط (Pegawai) ورتب أخرى (Lain-Lain Pangkat) والتي تضم ضابط صف (Pegawai Tidak Tauliah - PTT).

## القوة

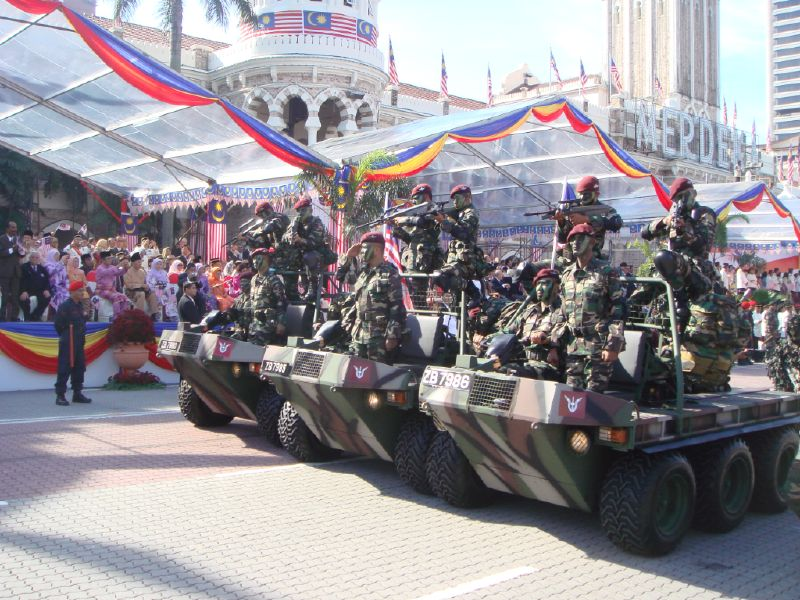
دبابة تابعة للجيش الماليزي.

يبلغ قوام أفراد الجيش الماليزي حوالي 80،000 فرد في القوات النشطة،  50،000 في الاحتياط النشط  و 26،600 عامل نشط و 244،700 جندي احتياطي  في القوات شبه العسكرية.
يتكون الجيش الماليزي من 5 فرق مشاة، 10 ألوية مشاة، لواء واحد من القوات الخاصة، لواء واحد محمول جواً ولواء آليات،  ويتكون أيضا من :
- 36 كتيبة مشاة خفيفة.[3]
- 4 كتائب مشاة محمولة جواً.[3]
- 3 كتائب مشاة ميكانيكية.[3]
- 5 كتائب مدرعة (فوج الدبابات).[3]
- 1 سرب دبابة خفيفة.[3]
- 13 فوج مدفعية (3 دفاع جوي).[3]
- 3 أفواج من القوات الخاص.[3]
- 3 أفواج هندسة ميدانية.[3]
- سرب مشاة واحد محمول جوا.[3]
- فوج بناء واحد.[3]
- 4 أفواج من الشرطة العسكرية.[3]
- فوج واحد للإشارات.[3]
- وحدة استخبارات واحدة.[3]
- سرب مروحية واحدة.[3]

الجيش الإقليمي يشمل :
- 16 فوج مشاة خفيف.[4]
- لواءان لمراقبة الحدود.[4]
- 5 كتائب لمراقبة الطرق السريعة.[4]
- 2 أفواج هندسة ميدانية.[4]